# Ferdinand Weber (Politiker)
Ferdinand Weber (* 28. Februar 1829 in Biersdorf; † 21. Januar 1901 in Mörlen im Westerwaldkreis) war ein deutscher Bürgermeister und Mitglied des Nassauischen Kommunallandtages.

## Leben
Ferdinand Weber war zunächst als Gast- und Landwirt und von 1868 bis 1880 als Gemeinderechner in Mörlen tätig.
1880 erhielt er als Vertreter für Heinrich Bierbrauer, der von 1868 bis 1879   als Abgeordneter des Oberwesterwaldkreises Mitglied des Nassauischen Kommunallandtags war, ein Mandat für dieses Parlament, wo er Mitglied des Eingabeausschusses war. 
Von 1882 bis 1900 war er als Bürgermeister in Mörlen tätig und Mitglied im Hachenburger Amtsbezirksrat sowie im Kreisausschuss des Oberwesterwaldkreises.